# Шар-гора
Шар-гора — гора, що лежить біля північно-східної околиці села Приліпка Козельщинського району Полтавської області на краю вузького виступу на правому березі Псла неподалік від місця впадіння в Псел Говтви. Назва гори, ймовірно, пішла від шаровидної форми узвишшя.

## Географія
Шар-гора лежить на правому березі Псла, в місці, де річка в місці впадіння Говтви утворює петлю, повертаючи зі сходу на захід, біля північно-східної околиці села Приліпка, яке ніби «приліпилося» збоку до гори.
На захід від Шар-гори лежить інша безіменна гора, а між ними — підвищена рівнина, яку називають Лиса гора.

## Об'єкти
В урочищі розташована пам'ятка археології — група курганів (23 насипи, у складі трьох мікрогруп, в тому числі 2 майдани), які в офіційних документах відносять до II тис. до н. е. (Бронзової доби).
Ще до початку XX століття на Шар-горі зберігалися залишки валів — сліди середньовічних укріплень, а також печер, які одні дослідники вважали спорудами первісної людини, інші датували пізнішими часами, та підземні ходи, які були складовою частиною говтвянських укріплень.
На думку деяких дослідників, два великі кургани на вершинах Шар-гори та сусідньої безіменної були спостережними пунктами, за твердженнями інших, груповими похованнями загиблих у Повстанні Острянина (саме тут був табір повстанців і відбулася Говтвянська битва).

## Фестиваль «Козацької слави цілюще джерело»
30 вересня 1995 року на честь 900-річчя поселення-фортеці Говтва, яка була форпостом Київської Русі на південно-східних рубежах, на Шар-горі вперше провели обласний фестиваль «Козацької слави цілюще джерело», на якому було відкрито пам'ятний знак козакам від нащадків. Відтоді це свято проводиться щороку.

## Галерея

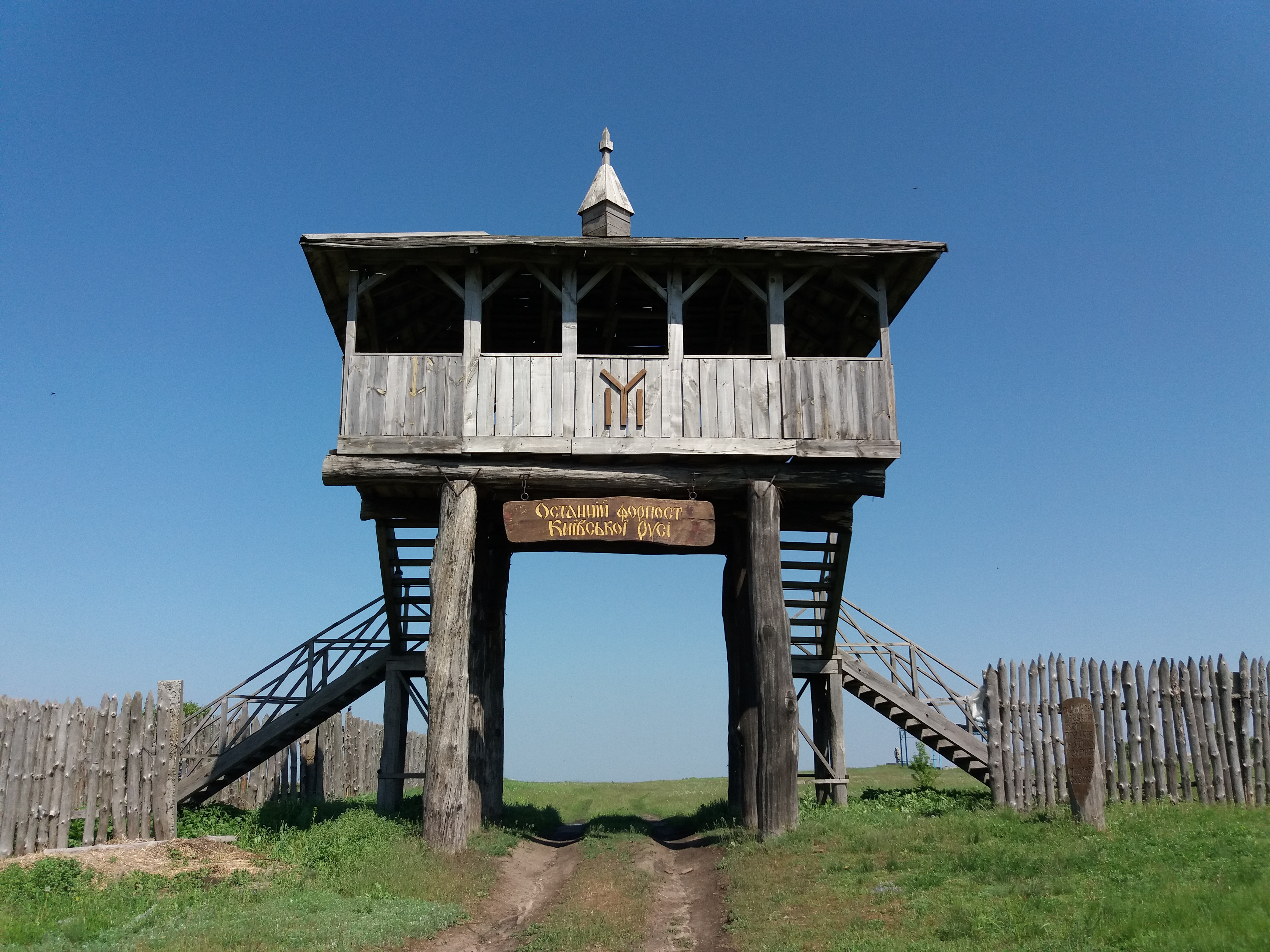
Символічна брама
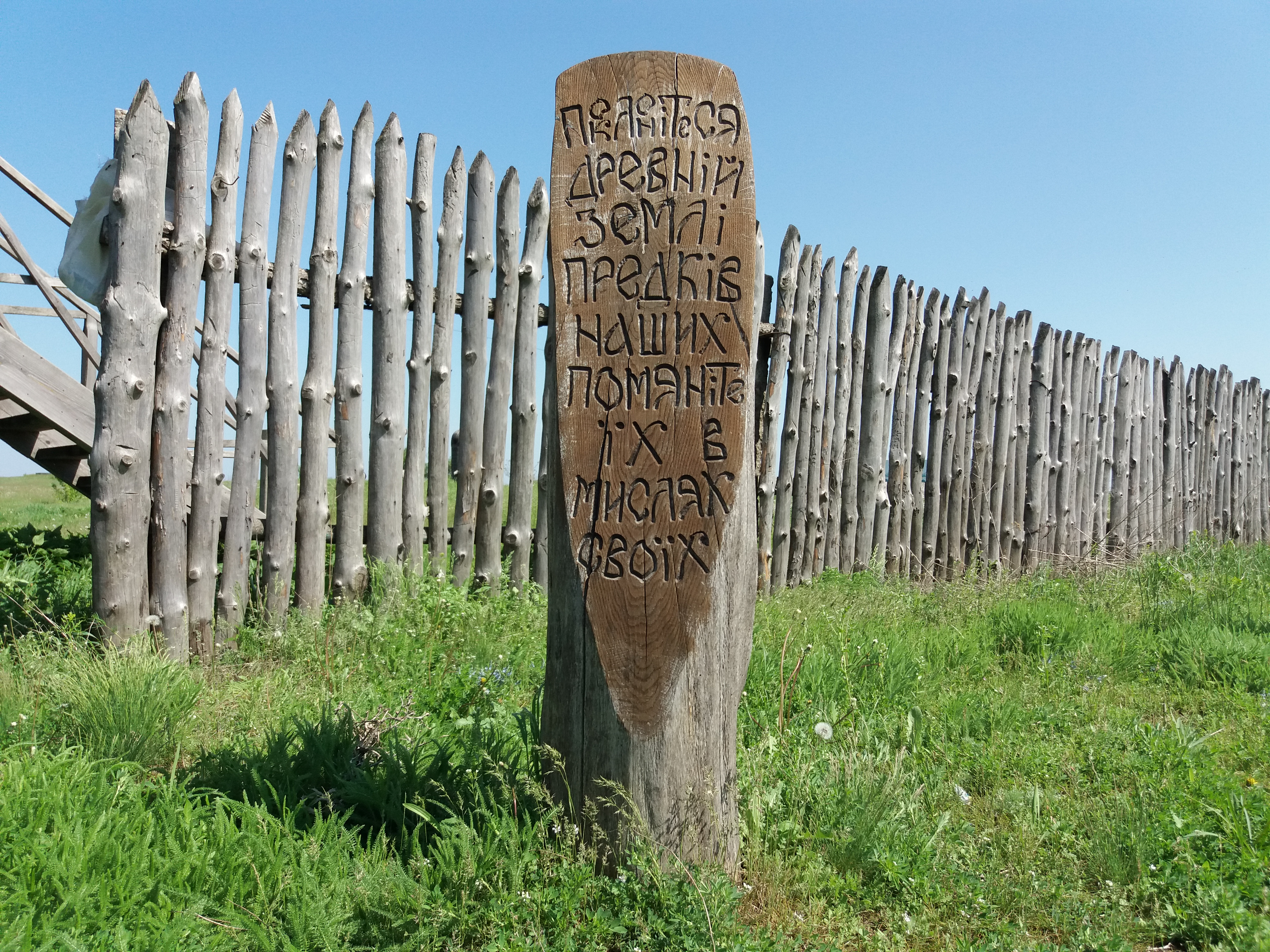
Біля брами
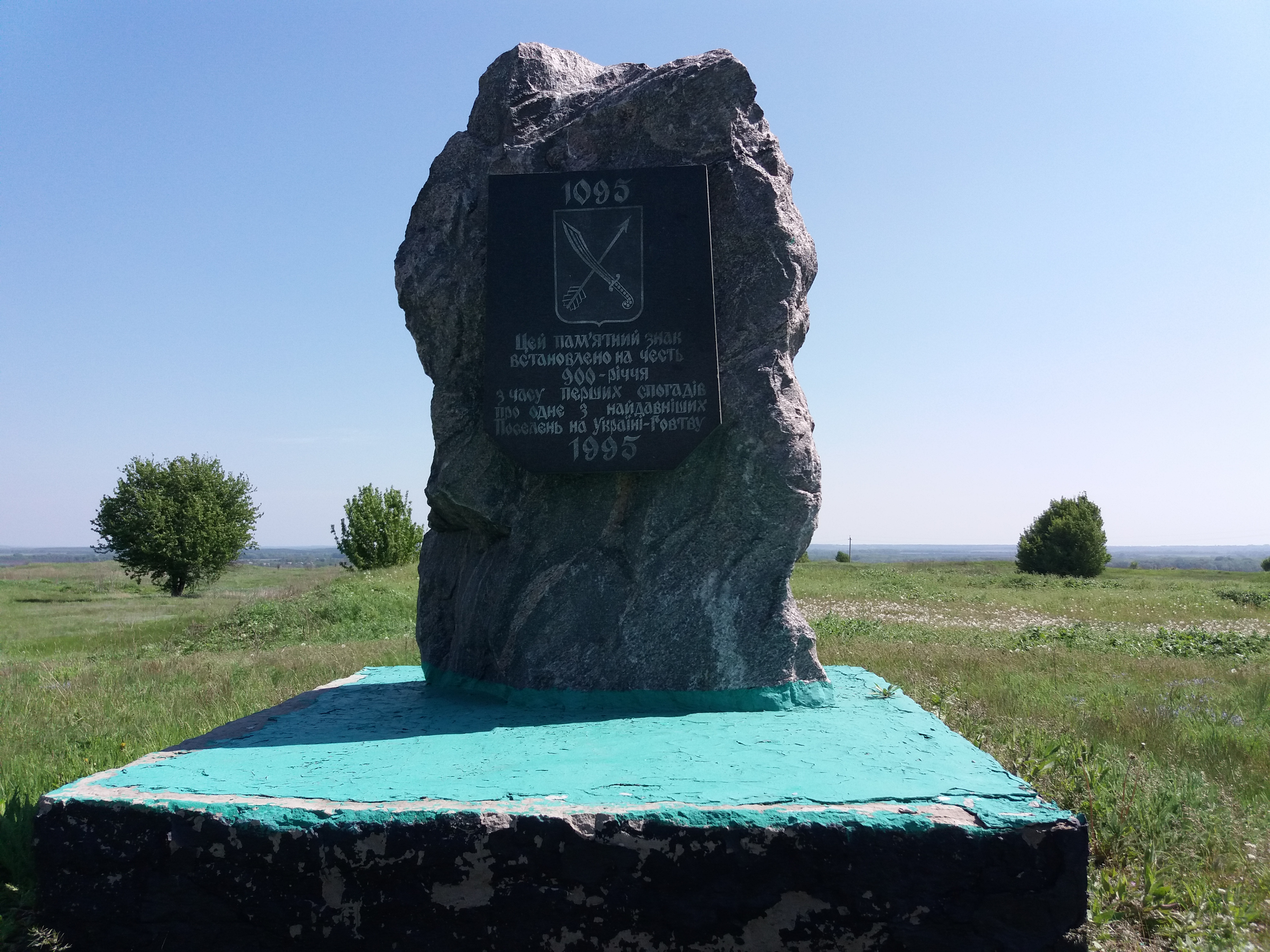
Пам’ятний знак на честь 900-річчя заснування Говтви
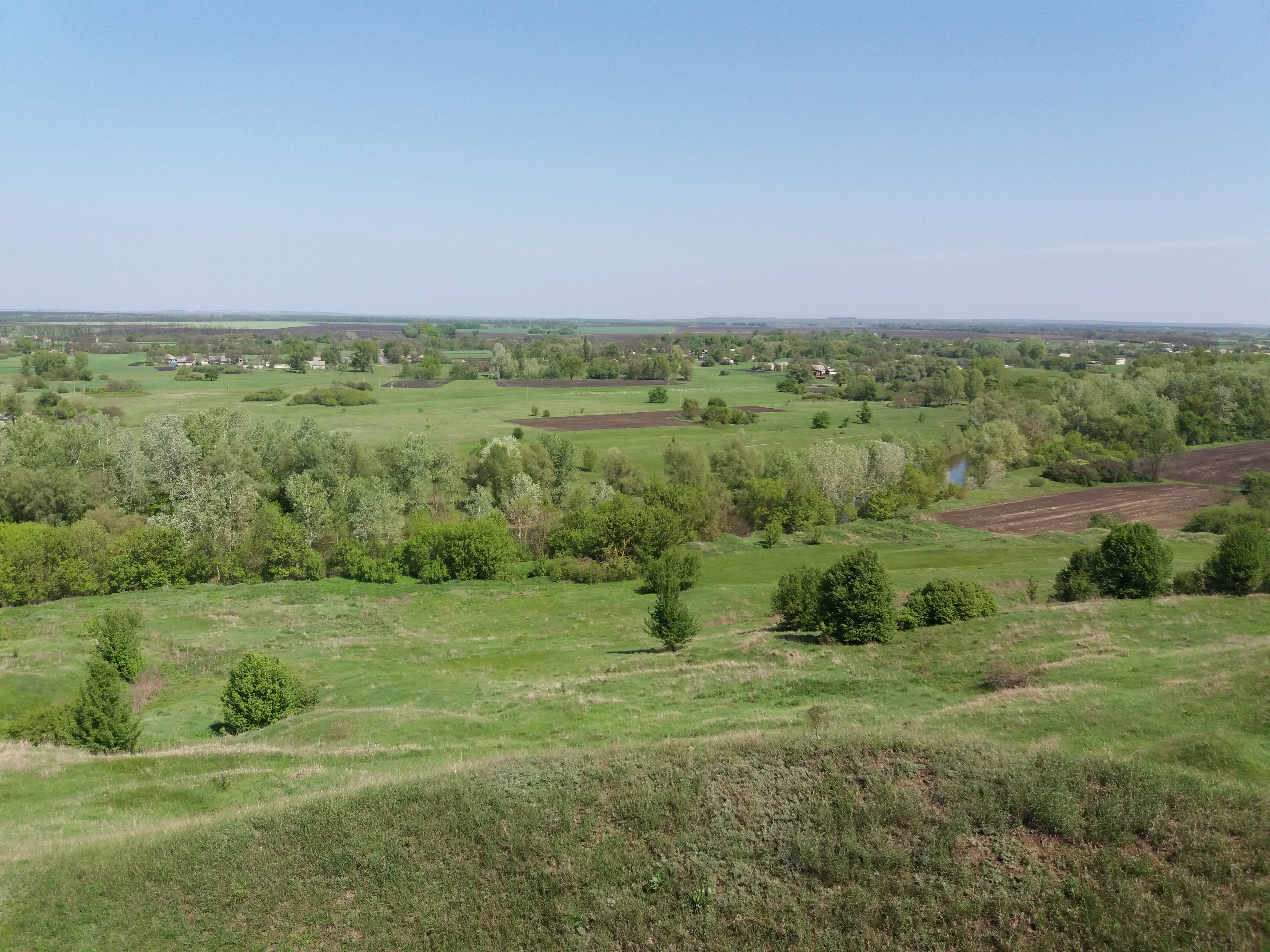
Схили гори